# تورج اصلانی
تورج اصلانی (زادهٔ ۱۳۵۳ سنقر) مدیر فیلمبرداری و کارگردان اهل ایران است.

## زندگی
وی عکّاسی را از سن ۱۰ سالگی در کانون پرورش فکری کودکان و نوجوانان شهرستان سنقر، همچنین شروع فیلمبرداری را از سن ۱۴ سالگی با دوربین ۸ میلی‌متری، فعالیت فیلمسازی را از سال ۱۳۶۹ در انجمن سینمای جوان کرمانشاه و فعالیت سینمایی خود را در سال ۱۳۷۹ با فیلم «خواب سفید» آغاز کرد. وی ایفاگر نقش عرفان در سریال افعی تهران نیز هست.

## فعالیت‌ها
- ساخت بیش از ۱۰ فیلم کوتاه - انیمیشن - مستند و داستانی در انجمن سینمای جوانان ایران در قطع ۸ میلی‌متری ۱۶ میلی‌متری و ویدئو.
- آغاز فعالیت حرفه‌ای در سینما به عنوان جوانترین مدیر فیلمبرداری سینمای ایران در سال ۱۳۷۹ با فیلم سینمایی خواب سفید به کاگردانی حمید جبلی و تهیه‌کنندگی مجید مدرسی.
- مدیر فیلمبرداری بیش از ۳۵ فیلم بلند سینمایی از محصولات سینمای ایران و کردستان عراق و ترکیه.
- سرمایه‌گذار و مجری طرح و تهیه‌کننده چند فیلم سینمائی و مستند.

## کارگردان
- ۱۴۰۱: وابل (تهیه‌کننده: سپهر سیفی)
- ۱۳۹۹: بی سرزمین (بی نیشتمان) (تهیه‌کننده: تورج اصلانی)
- ۱۳۹۷: حمال طلا (تهیه‌کننده: منصور سهراب‌پور)[۱]
- ۱۳۹۲: جینگو (تهیه‌کننده: تورج اصلانی)[۲]

## مدیر فیلمبرداری
فیلم‌های بلند:: (براساس تاریخ فیلمبرداری)
- عروسی مردم (۱۳۹۸)
- قسم (۱۳۹۷)
- زهرمار (۱۳۹۷)
- ۱۴ جولای (۱۴ تموز) (۱۳۹۶)
- درخونگاه (۱۳۹۶)
- کامیون (۱۳۹۶)
- مالیخولیا (مرتضی آتش زمزم) (۱۳۹۴)
- به تهران خوش آمدید (رضا سبحانی) (۱۳۹۲)
- آشغال‌های دوست داشتنی (محسن امیریوسفی) (۱۳۹۱)
- بغض (رضا درمیشیان) (۱۳۹۰)
- فصل کرگدن (بهمن قبادی) (۱۳۹۰)
- سوت پایان (نیکی کریمی) (۱۳۸۹)
- سن پطرزبورگ (فیلم) (بهروز افخمی) (۱۳۸۸)
- بدرود بغداد (مهدی نادری) (۱۳۸۸)
- نه یک توهم (ترنگ عابدیان) (۱۳۸۸)
- کسی از گربه‌های ایرانی خبر نداره (بهمن قبادی) (۱۳۸۷)
- زمزمه با باد (شهرام علیدی) (۱۳۸۷)
- ترانه تنهایی تهران (سامان سالور) (۱۳۸۶)
- هامون و دریا (ابراهیم فروزش) (۱۳۸۶)
- دوست داشتن (ابراهیم فروزش) (۱۳۸۶)
- رفیق بد (عباس احمدی مطلق) (۱۳۸۵)
- روز بعد (رحیم ذبیحی) (۱۳۸۵)
- سبز کوچک (غلامرضا رمضانی) (۱۳۸۵)
- ده + چهار (مانیا اکبری) (۱۳۸۵)
- عبور از غبار (شوکت امین کورکی) (۱۳۸۴)
- او (رهبر قنبری)(۱۳۸۳)
- چند کیلو خرما برای مراسم تدفین (سامان سالور)(۱۳۸۳)
- باد به دستان (عبدالرضا کاهانی) (۱۳۸۲)
- اسب (مهدی امید)(۱۳۸۲)
- بیست انگشت (مانیا اکبری) (۱۳۸۲)
- تنهایی باد (وحید موسائیان) (۱۳۸۱)
- کنار رودخانه (علیرضا امینی) (۱۳۸۱)
- من و نگین دات کام (حسین قناعت) (۱۳۸۱)
- دانه‌های ریز برف (علیرضا امینی) (۱۳۸۰)
- نوار خالی خاطرات تهران (فریبرز کامکاری) (۱۳۸۰)
- عروسکی برای الدوز (محسن چگینی) (۱۳۸۰)
- پروانه‌ها بدرقه می‌کنند (محمد ابراهیم معیری)(۱۳۸۰)
- توکیو بدون توقف (سعید عالم زاده) (۱۳۸۰)
- خواب سفید (حمید جبلی) (۱۳۷۹)
- عقل سرخ (بهرام توکلی) (۱۳۷۹)

## تهیه کنندگی
- چه سر سبز بود دره ما (فرشته جغتایی) (۱۳۸۷–۱۳۸۴)
- روز بعد (رحیم ذبیحی) (۱۳۸۵)
- نان مقدس (۱۳۹۹)

## بازیگری
- افعی تهران (۱۴۰۲)

## جوایز
- هفتمین دوره مراسم سالانه جوایز سینمایی آسیا (هنگ کنگ) ۲۰۱۳

دریافت جایزه بهترین فیلمبردار برای فیلم فصل کرگدن (بهمن قبادی)
- https://web.archive.org/web/20130121234548/http://www.asianfilmawards.asia/nominees-and-winners/7th-afa-nominees-and-winners/7th-afa-nominees-winners/
- بیستمین جشنواره تخصصی فیلمبرداران جهان پلس کمرایمیج (لهستان) ۲۰۱۲

دریافت جایزه قورباغه برنزی بهترین فیلمبردار برای فیلم فصل کرگدن (بهمن قبادی)
- http://www.camerimage.pl/index.php?news=27285
- بیستمین جشنواره تخصصی فیلمبرداران جهان پلس کمرایمیج (لهستان) ۲۰۱۲

کاندید بهترین فیلمبردار برای فیلم فصل کرگدن (بهمن قبادی) و بغض (رضا درمیشیان)
- https://web.archive.org/web/20140728150411/http://www.camerimage.pl/galeria.php?rok=2012&kategoria=27290
- ششمین جشنواره آسیا پاسفیک (استرالیا) ۲۰۱۲

دریافت جایزه بهترین فیلمبردار برای فیلم فصل کرگدن (بهمن قبادی)
- http://www.asiapacificscreenacademy.com/2012/12/winners-of-the-sixth-annual-asia-pacific-screen-awards-announced-2/
- شصتمین جشنواره سن سباستین (اسپانیا) ۲۰۱۲

دریافت جایزه بهترین فیلمبردار برای فیلم فصل کرگدن (بهمن قبادی)
- https://web.archive.org/web/20131029071252/http://www.sansebastianfestival.com/in/premios.php?ano=2012&id=3465
- ششمین جشن منتقدان و نویسندگان سینمای ایران (ایران) ۱۳۹۱

دریافت دیپلم افتخار بهترین فیلمبردار برای فیلم بغض (رضا درمیشیان)
- سومین جشنواره بین‌المللی فیلم بغداد (عراق) ۲۰۱۰

دریافت جایزه بهترین فیلمبردار برای فیلم بدرود بغداد (مهدی نادری)
- دومین جشنواره بین‌المللی فیلم‌های ایرانی در تورنتو (کانادا) ۲۰۱۰

دریافت جایزه بهترین فیلمبردار برای فیلم بدرود بغداد (مهدی نادری)
- چهاردهمین جشن خانه سینما (ایران) ۱۳۸۹

دریافت جایزه بهترین فیلمبردار مستند برای فیلم چه سر سبز بود دره ما (فرشته جغتایی)
دریافت جایزه بهترین تهیه‌کنندگی مستند برای فیلم چه سر سبز بود دره ما (فرشته جغتایی)
- یازدهمین جشنواره بین‌المللی فیلم دفاع مقدس (ایران) ۱۳۸۹

دریافت جایزه بهترین فیلمبردار از انجمن منتقدان و نویسندگان سینمای ایران برای فیلم بدرود بغداد (مهدی نادری)
- بیست وهشتمین جشنواره بین‌المللی فیلم فجر در بخش فیلمهای اول ودوم (ایران) ۱۳۸۸

دریافت جایزه بهترین فیلمبردار برای فیلم‌های بدرود بغداد (مهدی نادری) و زمزمه با باد (شهرام علیدی)
- سیزدهمین جشنواره شبهای تالین (استونی) ۲۰۰۹

دریافت جایزه بهترین فیلمبردار آسیا و اروپا برای فیلم کسی از گربه‌های ایرانی خبر نداره (بهمن قبادی)
- دومین دوسالانهٔ جایزه بزرگ شهید آوینی (ویژه برترین مستندهای سال) (ایران) ۱۳۸۸

دریافت جایزه بهترین تهیه‌کنندگی فیلم مستند از انجمن تهیه‌کنندگان سینمای مستند ایران برای فیلم چه سر سبز بود دره ما (فرشته جغتایی)
- نخستین جشنواره بین‌المللی فیلم‌های انسان دوستانه آسا (ایران) ۱۳۸۸

دریافت جایزه بهترین فیلمبردار برای فیلم چه سر سبز بود دره ما (فرشته جغتایی)
- نخستین جشنواره فیلم ستایش (ایران) ۱۳۸۶

دریافت جایزه بهترین فیلمبردار برای فیلم هدرسه (رامتین لوافی پور)
- دومین جشنواره فیلم‌های مستند یادگار (ایران) ۱۳۸۲

دریافت جایزه بهترین فیلمبردار برای فیلم هدرسه (رامتین لوافی پور)
- پنجمین جشنواره بین‌المللی فیلم دهوک (کردستان عراق) ۲۰۱۷

دریافت جایزه ویژه هیئت داوران فیلمبرداری ۱۴ تموز

## داوری
- داور نخستین دوره جشنواره بین‌المللی فیلم لیلون در کردستان سوریه
- سودای سیمرغ سی و هشتمین جشنواره ملی فیلم فجر
- داور نخستین دوره جشنواره بین‌المللی فیلم سلیمانیه
- جشنواره فیلم  ژیار
- ششمین دوره جشنواره فیلم‌های کُردی  یولماز گونای کشور ترکیه